# Alfons Vodosek

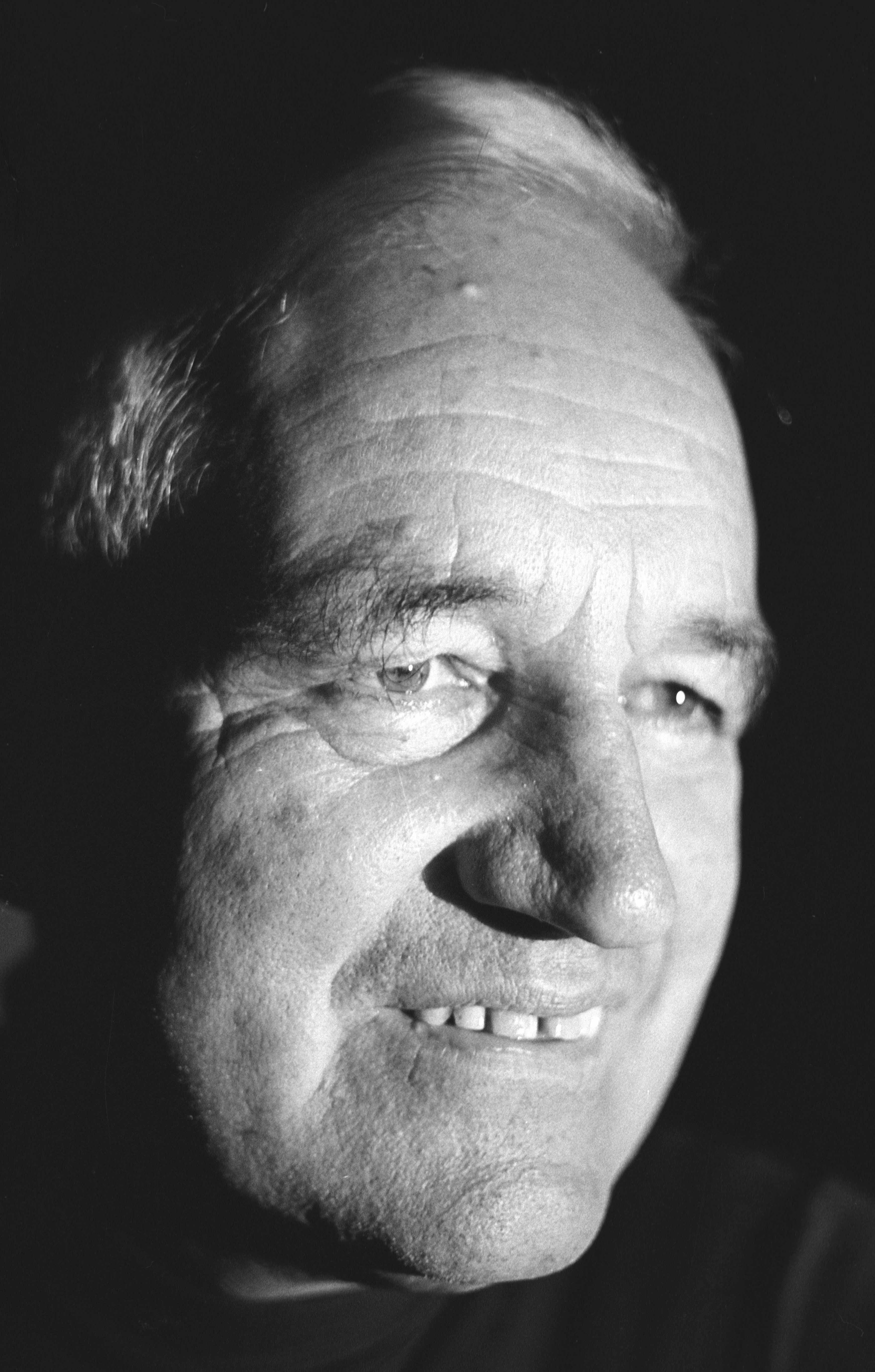
Alfons Vodosek (1982)

Alfons Vodosek (* 8. Mai 1912 in Wien; † 19. Januar 1996 in Linz) war ein österreichischer Musiker und Komponist.

## Leben
Alfons Vodosek wurde am 8. Mai 1912 als Sohn von Rosa Hanser und des k.k. Richters Stefan Vodosek in Wien geboren. Er wuchs in Graz bei seiner Mutter und ihren drei Schwestern auf. Schon früh zeigte sich seine musikalische Begabung. Als er vier Jahre alt war, erhielt er den ersten Violinunterricht. Die fünf Geschwister seiner Mutter pflegten intensiv die Hausmusik, die Schwestern waren teils haupt-, teils nebenberuflich als Musiklehrerinnen tätig. Nach dem Ersten Weltkrieg führten sie in Graz für einige Jahre die Privat-Musikschule Hanser. Ab dem 6. Lebensjahr spielte Alfons Vodosek im Hausquartett der Familie mit. In öffentlichen Konzerten wurde er als Wunderkind präsentiert.
Statt eine öffentliche Volksschule zu besuchen, erhielt er Privatunterricht. 1922 wurde er Schüler des Pestalozzi Gymnasiums und wechselte später auf das Akademische Gymnasiums in Graz. Parallel dazu, später ausschließlich, studierte er am Konservatorium des Steiermärkischen Musikvereins in Graz. Zu seinen Lehrern zählten Karl Krehahn (1869–1946), Violine, Gustav Steps (Klarinette), Roderich von Mojsisovics (1877–1953) (Komposition) und Ludwig Seitz (1876–1957) (Dirigieren).
Nach Abschluss des Musikstudiums war er zunächst freischaffender Komponist, Musiker und Musikpädagoge. Bereits ab 1928 nahm ihm der Chef des Städtischen Opernorchesters Graz, Oswald Kabasta, als Substitut, zuerst bei den Zweiten Violinen, bei den Violen und schließlich bei den Ersten Violinen auf. 1937/38 bekleidete er eine feste Stellung im Städtischen Orchester. Von 1936 bis 1938 unterrichtete er auch am Konservatorium Violine. In diesen Jahren gründete er einen „Grazer Klub“, der im privaten Rahmen „Tage der Musikpflege“ veranstaltete. Dabei wurden neben den Werken des klassischen Repertoires Werke von Kollegen und anderen zeitgenössischen Komponisten zu Gehör gebracht.
Schon während seines Studiums entstanden erste Kompositionen, insbesondere Lieder, später auch Kammermusik, die in Graz mit beachtlichem Erfolg aufgeführt wurden. Sein „Slawischer Tanz“ Klaviertrio für 2 Violinen und Viola op. 1 erschien 1931 im Verlag von Holm Pälz in Würzburg im Druck.
Zusammen mit seinem Studienkollegen und Freund Rudolf Stejskal (1910–1954) gründete er ein Kammermusikduo. In seinen Konzerten widmete er besonderes Augenmerk den Werken zeitgenössischer Komponisten wie Paul Hindemith, Béla Bartók, Sergei Prokofjew, Igor Strawinski, Olivier Messiaen und anderen. Sehr früh schon erwarb er sich den Ruf eines Spezialisten für moderne Violinliteratur. Er war Gründungsmitglied (1933) des Steirischen Tonkünstlerbundes, dessen Schriftführer er einige Jahre war.
Am 26. September 1938 nahm er die Stelle des Ersten Konzertmeisters im Orchester des Landestheaters Linz an (seit 1967 Bruckner Orchester Linz), das damals von Georg Ludwig Jochum geleitet wurde. Diese Position bekleidete er bis zu seiner Pensionierung im Jahr 1977. Zusammen mit Jochum, der auch sein Begleiter bei Kammermusikkonzerten war, brachte er das Orchester auf ein ansehnliches Niveau.
Im Dezember 1938 heiratete er Marianne Kollik. Aus dieser Ehe gingen die Kinder Peter (* 1939), Heide (* 1941) und Eva (1945–2018) hervor.
Im Musikleben von Linz übernahm Alfons Vodosek alsbald eine aktive Rolle. Seine Solistentätigkeit mit Rudolf Stejskal führte er fort. Zusätzlich übernahm er in der Nachfolge von Walter Weller sen. als Primgeiger das von diesem gegründete Linzer Kammerquartett, das sich ab diesem Zeitpunkt Linzer Streichquartett nannte (1. Violine: Alfons Vodosek, 2. Violine: Robert Süss, Viola: Anton Bauer, Violoncello: Wilhelm Czerwinka). Seine Konzerttätigkeit erstreckte sich auf Deutschland (unter anderem auf Einladung Otto Jochums (1898–1969) in Augsburg), Jugoslawien und die Tschechoslowakei.
Nach der Proklamation des „Totalen Kriegs“ durch Joseph Goebbels und der Schließung der Opernhäuser wurde Vodosek 1944 als Funker zur Wehrmacht einberufen. Das Kriegsende erlebte er in der Tschechoslowakei und geriet in sowjetische Kriegsgefangenschaft, aus der er aber bereits im September 1945 nach Hause zurückkehren konnte, wo er alsbald seine Arbeit als Konzertmeister wieder aufnahm. Auch seine Konzertaktivitäten setzte er fort. Nach dem frühen Tod von Rudolf Stejskal 1954 gewann er zunächst den Opernchef des Landestheaters in Linz, Siegfried Meik (1951–1958), als Begleiter, dann bis zum Ende seiner Solistenkarriere im Jahre 1963 Detlef Metzner. Nach dem Krieg wurde das Linzer Streichquartett zunächst zum meistbeschäftigten professionellen Streichquartett im Land Oberösterreich. Häufiger Wechsel der Mitwirkenden, bedingt durch Krankheit oder Tod, führte allmählich zum Rückgang der Konzerttätigkeit.
Auch nach dem Krieg sah Vodosek in der Förderung zeitgenössischer Musik eine wichtige Aufgabe. Insbesondere widmete er sich oberösterreichischen und steirischen Komponisten (Johann Nepomuk David (1895–1977), Frida Kern (1891–1988), Franz Xaver Müller, Ludwig Makovsky (1912–1998), Franz Schnopfhagen (* 1898), Joseph Marx und Otto Siegl (1896–1978)). Die Aufführung von Werken der jugoslawischen Komponisten Fran Lhotka (1883–1962) und Jakov Gotovac wurde durch Rundfunkaufnahmen in Ljubljana und Zagreb gewürdigt. Eine enge Zusammenarbeit verband ihn auf kirchenmusikalischem Gebiet mit dem Linzer Domkapellmeister Josef Kronsteiner (1910–1988). Die Oberösterreichische Landesregierung bestätigte ihm anlässlich seines 80. Geburtstags, dass er mit seinem intensiven Engagement zugunsten der zeitgenössischen Musik eine Pionierrolle ausgefüllt und in vorbildlicher Weise einen ansehnlichen Abschnitt der Musiziergeschichte des Landes mitgeprägt habe. Zusätzlich erteilte er viele Jahre Violinunterricht am Kollegium Aloisianum am Freinberg in Linz.
1964 verlieh ihm der österreichische Bundespräsident Adolf Schärf den Titel Professor. 1978 erhielt er das Silberne Ehrenzeichen des Landes Oberösterreich. 1977 beendete er seine berufliche Laufbahn, wirkte aber noch etliche Jahre bei kirchenmusikalischen Aufführungen mit. Er verstarb am 19. Januar 1996. Sein Grab befindet sich auf dem Friedhof von Bad Leonfelden im oberösterreichischen Mühlviertel.

## Rolle im Nationalsozialismus
Vodosek war bis zu seiner Einberufung 1944 ein äußerst aktiver Künstler. Seine Rolle während des Nationalsozialismus und der Grad seiner Verstrickung in das politische System erscheint nach aktuellem Stand der Forschung widersprüchlich. „Alfons Vodosek war Familienvater mit drei kleinen Kindern und konnte 1938 – wollte er seine führende Stellung im Orchester nicht verlieren – die ihm nahegelegte Mitgliedschaft zur NSDAP und DAF nicht ausschlagen. Obgleich er sich politisch nie aktiv betätigte, erhielt er gleich nach seiner Rückkehr aus der Gefangenschaft nach amerikanischem Gesetz Spielverbot und mußte sich einer ‚Entnazifizierungs-Kommission‘ stellen.“ Die Verhandlung vor der Kommission habe nur eine Viertelstunde gedauert was, zusammen mit den Fakten „Familienvater“ und „führende Stellung im Orchester“ als Argument dienen soll, um eine Art Mitläufertum zu belegen. Doch im Jahr 1938 war Vodosek noch kein Familienvater (Hochzeit Dezember 1938, erstes Kind 1939); und das Engagement am Linzer Landestheater begann Ende September 1938.
Für eine stärkere politische Überzeugung spricht zum einen, dass Vodosek auch immer wieder Auftritte auf Parteiveranstaltungen absolvierte, so etwa 1942/43 im Rahmen der NS-Organisation Kraft durch Freude oder 1944 im Rahmen der Veranstaltungsreihe des Linzer Kulturamtes Von deutscher Art, einer „Feierfolge aus Dichtung und Musik“. Der betreffende 13. Abend hatte zum Motto „Der Krieg ist die mächtigste Begegnung der Völker“. Zum anderen spielte Vodosek im Linzer Kulturleben eine zentrale Rolle und trat bis zu seiner Einberufung regelmäßig als Solist oder mit dem Linzer Streichquartett auf, wobei sich regelmäßig Werke von Roderich Mojsisovics oder Hanns Holenia auf den Programmen finden; beide Komponisten waren frühe Mitglieder der NSDAP.

## Werkverzeichnis
Von Alfons Vodosek gibt es ein handschriftliches Verzeichnis „Œuvres de Alfons Vodosek“, das nach Opus-Zahlen geordnet und kurz nach 1932 geschrieben sein muss. Für den Steirischen Tonkünstlerbund Graz/Styrian Tone Arts Association Graz existiert ein maschinenschriftliches „Werke-Verzeichnis: Alfons Vodosek“, das vermutlich nach 1932 und vor 1938 (Umzug Vodoseks nach Linz) entstand. Dieses ist nach Werkgruppen geordnet. Beide Verzeichnisse enthalten Werke mit und ohne Opus-Zahlen. Für das nachstehende Verzeichnis wurden die beiden Quellen zusammengeführt und um die nach 1938 entstandenen Kompositionen ergänzt. Das Verzeichnis wird laufend mit während der Nachlassbearbeitung aufgefundenen Werken angereichert.
Mit einem Asterisk (*) gekennzeichnete Werke liegen als Manuskripte vor. Mit ** gekennzeichnete Werke erschienen im Druck. Werke ohne Kennzeichnung sind verschollen.

### Nach Werkgruppen

#### Klavier: 2-händig
- 2 Klavierstücke (1. Stimmungen, 2. Slawischer Tanz)
- Das Kinderbuch: 6 kleine Stücke für die Jugend, op. 9 (1. Sehnsucht, 2. Einsamkeit, 3. Das kranke Kind, 4. Im Walde, 5. Soldatenspiel, 6. Kurze Geschichte)
- 2 Stimmungen (1. Stimmung, *2. Melancholie), 1934 [identisch mit „Zwei Klavierstücke“ op. 14: a) Andante religioso, b) Stimmung?]
- 7 Miniaturen
- 3 Kinderstücke (1. Mazurka, 2. Spieluhr, 3. Wiegenlied)
- 3 Stücke aus der Kleinen Suite (1. Erinnerung, 2. Kroatisches Lied, 3. Kolo). 1949 [Jakobine Hanser gewidmet]*

#### Violine solo
- 2 Konzertetüden für Violine, op. 2, 2

#### 2 Violinen
- 15 Volkslieder
- 6 Variationen über ein Volkslied*
- 7 Impressionen für 2 Violinen (1. Invention, 2. Impuls, 3. Rhythmisches Wechselspiel, 4. Epitaph, 5. Pizzikato, 6. Im Volkston, 7. Ostinato). 1963*
- Kanzone (in modo antico) für 2 Violinen. 1988*
- Wiegenlied*

#### Violine & Klavier
- Berceuse, op. 5 [vor 1938; eventuell identisch mit der Fassung von 1950]*
- Slawisches Volkslied
- Suite, op. 11 (1. Präludium, 2. Aria, 3. Menuett; auch für Solovioline und Streichorchester) [auch unter dem Titel „Stücke für Violine und Klavier“]*
- Alter Tanz (1. Ungarisches Menuett, 2. Alter Tanz, 3. Mutterpolka, 4. Das Mutterherz, 5. Melodie)
- 2 Stücke für Violine und Klavier (1. Adagio, 2. Caprice). Konzertmeister Rudolf Nahlitschek freundschaftlichst zugeeignet. [vor 1938]*
- Largo [vor 1938]*
- Gavotte, *Marsch [vor 1938; beide nur als Skizzen]
- Elegie (auf den Tod eines Freundes). 1954/55 [Erinnerung an den langjährigen Begleiter Dr. Rudolf Stejskal, gest. 1954. Uraufführung am 15. Juni 1956 als erste Zugabe beim Violinabend im Festsaal des Linzer Rathauses. Begleiter: Siegfried Meik]*
- Präludium nach einem Thema von Alexander Glasunow, op. 16 für Violine und Orgel [oder Harmonium oder Klavier; anderer Titel: Postludium]. 1962*

#### Violine & Orgel
- Aria für Violine & Orgel, aus op. 11 (Nr. 2 aus der Suite für Violine & Klavier bzw. Violine und Streichorchester)*
- Adagio (für Harmonium oder Klavier) [1. Fassung 1936 anlässlich der Hochzeit von Trude Lind-Schmotzer. 2. Fassung 1986. Weitere Fassungen unter dem Titel Romantisches Adagio und Adagio festivo. Vgl. auch die Fassung für Violine und Orchester]*

#### Kammermusik
- Slawischer Tanz für Streichtrio, op. 1, 1931 (2 Violinen & Viola). Würzburg: Verlag Holm Pälz**
- Menuett für Streichquartett
- 2 Stücke für Klavierquartett (1. Ouvertüre, 2. Kanon, 3. Wiegenlied, 4. Walzer/Marsch; „in Arbeit“)
- Largo für 2 Violinen und Violoncello [vor 1938]
- Gavotte für 2 Violinen und Violoncello [vor 1938]
- Aufbaukantate für Streichtrio (2 Violinen und Violoncello). 1948 [darin eingearbeitet Teile des 1. Satzes eines Streichtrios von Karl Ditters von Dittersdorf]*

#### Lieder
- Ave Maria für Sopran solo, Geige, Bratsche und Orgel, op. 4
- Worte, op. 6, 1. Text von Paul Keller. Für hohe Singstimme & Klavier*
- Ständchen, op. 6, 2. Text von Victor Wolfram. Für hohe Singstimme & Klavier
- 3 Lieder der Einsamkeit, op. 10 (1. Späte Glocken. Text von N. Maximowitsch Minaki; *2. Einsame Nacht. Text von Tetsujiro Inouye; 3. Einkehr. Text von Richard Dehmel). Für mittlere Stimme.
- 2 Lieder nach japanischen Texten für mittlere Stimme, op. 12 (*1. Nächtliche Heimkehr. Text von Tetsujiro Inouye; 2. Abend auf dem Fluss. Text von Tschan-Jo-Su)
- Aus den Liedern der Tiefe, op. 13. (1933).Texte von Arthur Jeschke. Für mittlere Stimme (1. *Einsamer Abend; *2. Dämmerstunde; 3. Ahnungen)
- Lieder aus den chinesischen Texten von Klabund, 1934 (1. Die Schaukel, für mittlere Stimme, 2. Sie gedenkt des fernen Gatten, für tiefe Stimme)*
- Und wie manche Nacht, op. 16. Text von Hans Carossa. Für tiefe Stimme.*
- Rös'chen biss den Apfel an. Aus den alten Weisen von Gottfried Keller. Für mittlere Stimme.
- Melodie. 1936. Text von Friedrich Schreyvogel*
- Tanzlied [auch unter dem Titel „Tanzliedchen“]. [vor 1938].Text von Heinz Pochlatko*
- Liebeslied, 1944. Text von Hanns Johst. Für eine tiefe Singstimme*
- Unter der Učka. [nach 1945]. Text von Drago Gervais*
- O traure nicht, 1949. Text von Christian Morgenstern. Für eine hohe Stimme.*
- Liebesliedchen, 1950; 2. Fassung 1967 („Willst du dein Herz mir schenken“; unbekannter Dichter)*
- Heimaterde, 1953. Text von Gustav Krklec*
- Der Nussknacker spricht („Weihnachtsliedchen“), 1953*
- Volkslied („Am Balaton: Plattensee ist voll von Fischen – groß und klein“, „An Donau und Theiss“), 1991 [nur Begleitstimme für Violine vorhanden]*

#### Chor
- 3-stimmige Motette für gemischten Chor, op. 3, nach Worten des Angelus Silesius*
- 3 Chöre nach Volksliedtexten von Hoffmann von Fallersleben, op. 15 (1. Wiegenliedchen. Gemischter Chor vierstimmig; 2. Wettstreit. Gemischter Chor vierstimmig; 3. Das Tanzen. Für Frauenchor dreistimmig)
- Tantum ergo für gemischten Chor vierstimmig
- Weihnachtschoral, 1958. Text von Max Mell*

#### Melodramen

##### Für eine Sprechstimme und Klavier
- Der alte Narr, 1983. Text von Wilhelm Busch. Melodram für 1 Sprechstimme und Klavier. (Für Markus Vodosek)*
- Der Kreisel, 1988. Text von Eugen Roth. (Für Markus Vodosek)*
- Der Sänger und die Königsmaid, [nach 1983]. Text von Ludwig Hölty. Melodram für eine Sprechstimme und Klavier. (Für Markus Vodosek)*

##### Für eine Sprechstimme und Viola
- Mariae Wiegenlied (Der Hirten Lied am Krippelein). Weise nach Max Reger op. 76, Nr. 52. Eingerichtet für eine Sprechstimme und Viola von Alfons Vodosek*

#### Orchester
- Suite für Sologeige & Streichorchester, op. 11 (1. Präludium, 2. Aria, 3. Menuett; auch für Violine & Klavier)
- Concerto grosso [ *1. Satz „Kolo“, unvollendet; vor 1938]
- 2 Stücke für Violine und kleines Orchester (*1. Adagio für Violine und Orchester, *2. Caprice). Konzertmeister Rudolf Nahlitschek freundschaftlichst zugeeignet. [vor 1938. Vgl. auch die Fassung für Violine und Klavier]
- Kadenzen zu Mozarts Konzertanter Symphonie KV 364 für Violine, Viola & Orchester [„Zwischen op. 4 und op. 5“]
- Kadenz zu Wolfgang Amadeus Mozart Nr. 6 C-Dur. KV 465 [? KV 465, C-Dur ist das Streichquartett Nr.19]*
- Kadenzen zum Violinkonzert Nr. 3 von Wolfgang Amadeus Mozart. 1942. Meinem verehrten Lehrer Prof. Karl Krehan in Dankbarkeit zugeeignet.*
- Antonio Vivaldi: Konzert für Violine und Orchester G-Dur. Flötenstimme von Alfons Vodosek. 1980*
- „Fox für Jazzorchester für Ball im Musikverein am 20. Feber 1931“ [„nach op. 6“]*

#### Unterhaltungsmusik für Feste im Haus Horzeyschy (zwischen 1949 und 1960)
- Kanon „Heute sind wir alle froh“*
- Foxtrott „I hab' rote Haar“ (Variationen)*
- Ritterspiel. Schauspielmusik [vor 1938 in Graz entstanden, nach 1949 in Linz wiederholt]*
- Teenager-Song (1960)*

### Nach Opuszahlen
- op. 1 Slawischer Tanz für Streichtrio, 1931 (2 Violinen & Viola).*
- op. 2 2 Konzertetüden für Violine
- op. 3 3-stimmige Motette für gemischten Chor, nach Worten des Angelus Silesius*
- op. 4 Ave Maria für Sopran solo, Geige, Bratsche und Orgel
- op. 5 Berceuse*
- op. 6,1 Worte, Text von Paul Keller. Für hohe Singstimme & Klavier*
- op. 6,2 Ständchen, Text von Victor Wolfram. Für hohe Singstimme & Klavier
- op. 7 Concerto grosso für Streichorchester [*1. Satz „Kolo“. Vor 1938, unvollendet]
- op. 8 Zwei Klavierstücke (1. Stimmung, 2. Slawischer Tanz)
- op. 9 Kinderstücke für Klavier [Auch unter dem Titel „Das Kinderbuch. 6 kleine Stücke für die Jugend“. (1. Sehnsucht, 2. Einsamkeit, 3. Das kranke Kind, 4. Im Walde, 5. Soldatenspiel, 6. Kurze Geschichte)]
- op. 10 3 Lieder der Einsamkeit (1. Späte Glocken. Text von N. Maximowitsch Minaki; *2. Einsame Nacht. Text von Tetsujiro Inouye; 3. Einkehr. Text von Richard Dehmel). Für mittlere Stimme.
- op. 11 Suite [auch unter der Bezeichnung „Stücke für Violine und Klavier“] Präludium, 2. Aria, 3. Menuett; auch für Solovioline und Streichorchester*
- op. 11,2 Aria für Violine & Orgel (aus der Suite für Violine & Klavier)
- op. 12 2 Lieder nach japanischen Texten für mittlere Stimme (*1. Nächtliche Heimkehr. Text von Tetsujiro Inouye; 2. Abend auf dem Fluss. Text von Tschan-Jo-Su)
- op. 13 Aus den Liedern der Tiefe (1933).Texte von Arthur Jeschke. Für mittlere Stimme (*1. Einsamer Abend, *2. Dämmerstunde; 3. Ahnungen)
- op. 14 2 Stimmungen (Stimmung, Melancholie), 1934 [identisch mit „Zwei Klavierstücke“: a) Andante religioso, b) Stimmung?]
- op. 15 3 Chöre nach Volksliedtexten von Hoffmann von Fallersleben (1. Wiegenliedchen. Gemischter Chor vierstimmig; 2. Wettstreit. Gemischter Chor vierstimmig; 3. Das Tanzen. Für Frauenchor dreistimmig)
- Op. 16 Und wie manche Nacht, op. 16. Text von Hans Carossa. Für tiefe Stimme.*